# Echte Musik
Echte Musik ist das zweite Studioalbum von Jonesmann (der Rapper Samson Jones) und das erste auf seinem gegründeten gleichnamigen Label. Es kam am 23. Mai 2008 in den Handel.

## Hintergründe
Die erste Single, Warum bin ich hier, erschien am 9. Mai. Als zweite Single erschien am 16. Mai Gegen uns mit Rapper Real Jay. Am 28. Juni wurde die dritte Single Auf Wiedersehen Jungs veröffentlicht. Ghetto RnB erschien als vierte Single am 30. August 2008.
Ursprünglich war Echte Musik als Mixtape geplant und sollte über Azads Label Bozz Music erscheinen. Doch im Dezember 2007 wurde die Trennung bekannt gegeben. Jonesmann gründete sein eigenes Label mit dem Namen Echte Musik und nahm diverse Künstler wie Blaze, Yassir und Criz unter Vertrag. Das erste Release auf dem neuen Label war Jonesmanns Soloalbum Echte Musik. Er arbeitete für sein Album mit vielen namhaften Produzenten und Rappern zusammen. Jonesmann übt sich in diversen Tracks neben dem Hip-Hop im R’n’B. Er gab bekannt, dass dies sein letztes Rap-Album sei und er sich in Zukunft ausschließlich dem R’n’B widmen wolle.

## Titelliste
1. Warum bin ich hier – 3:12
  - Produziert von Lex Barkey
2. Echte Musik (feat. Olli Banjo) – 4:05
  - Produziert von Benny Blanco
3. Auf Wiedersehen Jungs – 2:49
  - Produziert von Sti
4. Erzähl mir (feat. Josof und Juvel) – 3:50
  - Produziert von M3Noyd
5. Gegen uns (feat. Real Jay) – 4:27
  - Produziert von Lex Barkey
6. Ghetto RnB – 3:21
  - Produziert von Blanco
7. Schreib mir (feat. Blaze) – 3:11
  - Produziert von Bounce Brothas
8. Wir halten die Stellung (feat. Criz) – 3:24
  - Produziert von Brisk Fingaz
9. Wo wär' ich (feat. Manuellsen) – 3:50
  - Produziert von UNIK
10. Hinblättern (feat. Olli Banjo) – 2:27
  - Produziert von Ilk Music
11. Jeden Tag – 3:07
  - Produziert von phreQuincy
12. Ich bleib stehen (feat. Ninjah) – 3:53
  - Produziert von Dj Rocky
13. Wir feiern die Strasse (feat. Jasha und Mc Bogy) – 3:41
  - Produziert von Buaka
14. Blickfang (feat. Blaze) – 3:39
  - Produziert von Lex Barkey
15. Ihr seid Dreck (feat. Blaze) – 3:00
  - Produziert von Shuko & COS
16. Blues Music (feat. Real Jay) – 4:40
  - Produziert von Woroc
17. Nicht allein sein (feat. Blaze) – 4:09
  - Produziert von Lex Barkey
18. Echte Musik Part 2 (feat. Jasha) – 3:38
  - Produziert von Woroc
19. Hör zu (feat. 34ers) – 4:26
  - Produziert von Barnabass
20. Ein mal – 4:26
  - Produziert von Brisk Fingaz
21. Game Over RMX (feat. Azad & Sti) – 3:48
  - Produziert von Lex Barkey

### Kritiken
Auf der Website rap4fame.de wurden vor allem die vielen Gastbeiträge des Albums bemängelt. Trotzalldem "bekomme der Hörer Abwechslung geboten", da "Battletracks, lyrischer Tiefgang und eine Menge R’n’B" vorhanden sind. Alles in allem erhielt die Platte dreieinhalb von fünf möglichen Kronen.
"Akfone" von "rappers.in" bezeichnet in seiner Review Echte Musik als "soliden Einheitsbrei". Am Album sei "nicht viel auszusetzen", jedoch würden die "Höhepunkte fehlen". Er ist der Meinung, "die Producer- als auch die Featureliste würde das Interesse eines jeden Deutschrapfans an sich lenken".
Die Themen des Langspielers seien "sehr allgemein gehalten", der "rote Faden" relativ blass. Jedoch gelinge Jonesmann "die Kombination von Rap und R’n’B".